# Holly Taylor

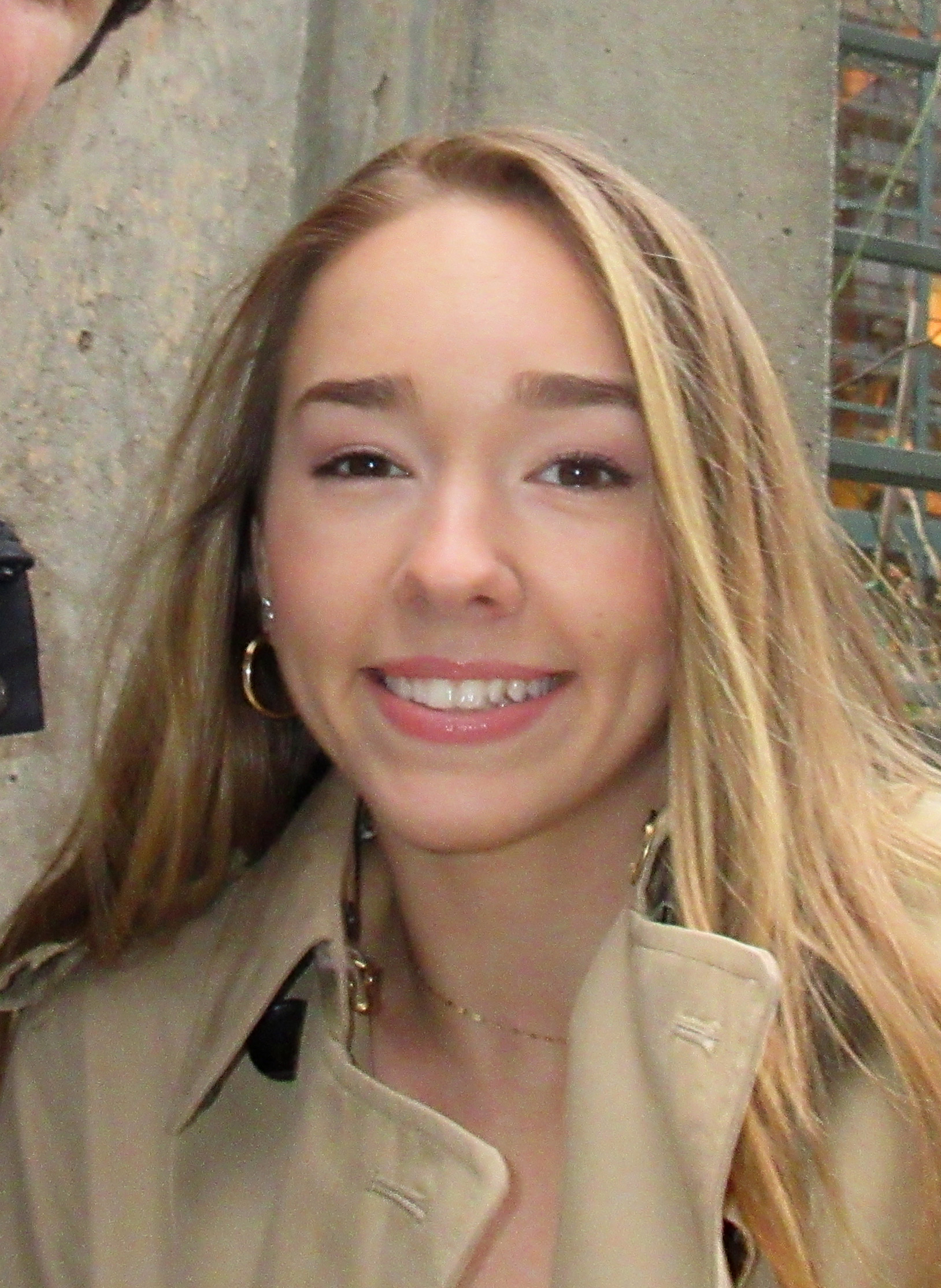
Holly Taylor, 2015

Holly Taylor (* 31. Oktober 1997 in Middleton, Nova Scotia) ist eine kanadische Schauspielerin. Bekannt ist sie durch ihre Rolle als Paige in der Serie The Americans (2013–2018).

## Leben und Karriere
Holly Taylor wurde an Halloween 1997 als Tochter von Margaret und Mark Taylor im kanadischen Middleton in der östlichen Provinz Nova Scotia als jüngstes von zwei Kindern geboren. Ihre Eltern stammen aus Irland und Schottland. Im Frühjahr 2000 zog sie zusammen mit ihrer Familie nach Wayne im US-Bundesstaat New Jersey und wuchs dort mit ihrem sieben Jahre älteren Bruder auf. Taylor zeigte bereits im Alter von vier Jahren Begeisterung am Tanzen und Interesse an einer späteren Karriere als Tänzerin am Broadway. Mit elf Jahren gehörte sie als Sharon Percy dem Ensemble des Musicals Billy Elliot an, mit dem sie 22 Monate lang für acht Shows pro Woche im New Yorker Imperial Theatre auftrat.
Nach einigen Rollen in Kurzfilmen nahm sie in Los Angeles ein Bewerbungsvideo für die FX-Fernsehserie The Americans auf. Nachdem sie die Produzenten getroffen hatte, wurde sie schließlich für die Serie gecastet. Von 2013 bis 2018 war sie dort in sechs Staffeln an der Seite von Keri Russell und Matthew Rhys in der Hauptrolle der Paige Jennings, der Tochter von Russells und Rhys’ Figur, zu sehen. Für diese Rolle wurde Taylor bei der Saturn-Award-Verleihung 2015 als beste TV-Nachwuchsschauspielerin nominiert und mit dem Young Artist Award als beste junge Nachwuchsschauspielerin in einer Fernsehserie ausgezeichnet. Für die letzte Staffel der Serie erhielt sie zusammen mit der restlichen Besetzung eine Nominierung für das beste Schauspielensemble einer Dramaserie.
2019 hatte Taylor eine Hauptrolle in der achtteiligen Fernsehserie The Unsettling und 2020 in dem Horrorfilm We Still Say Grace. Von 2021 bis 2023 war sie in der Drama-Fernsehserie Manifest zu sehen.
Neben ihrer Arbeit als Schauspielerin studierte Taylor Grafikdesign an der Kean University in New Jersey und erwarb im Frühjahr 2021 einen Bachelor of Fine Arts mit summa cum laude.

## Filmografie (Auswahl)
- 2011: Love and Zombies (Kurzfilm)
- 2012: The Cook (Kurzfilm)
- 2013: Ashley
- 2013–2018: The Americans (Fernsehserie, 71 Folgen)
- 2014: Worst Friends
- 2016: The Otherworld
- 2017: The Night Shift (Fernsehserie, Folge 4x10 Resurgence)
- 2017: July (Kurzfilm)
- 2018: The Witch Files
- 2018: The Good Doctor (Fernsehserie, 2 Folgen)
- 2018: Bull (Fernsehserie, Folge 3x10 A Higher Law)
- 2019: Dolly Partons Herzensgeschichten (Dolly Parton’s Heartstrings, Fernsehserie, Folge 1x05 Down from Dover)
- 2019: The Unsettling (Fernsehserie, 8 Folgen)
- 2020: We Still Say Grace
- 2021: Rogue Hostage
- 2021–2023: Manifest (Fernsehserie, 31 Folgen)

## Auszeichnungen
Saturn Award
- 2015: Nominierung als beste TV-Nachwuchsschauspielerin für The Americans

Young Artist Award
- 2015: Beste junge Nachwuchsschauspielerin in einer Fernsehserie für The Americans

Critics’ Choice Television Award
- 2019: Nominierung als beste Nebendarstellerin in einer Dramaserie für The Americans

Screen Actors Guild Award
- 2019: Nominierung für das beste Schauspielensemble in einer Dramaserie für The Americans